# Hans Lörner

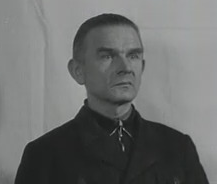
Hans Lörner während der Nürnberger Prozesse. Aufnahme vom Januar 1947.

Johannes Georg Lörner, genannt Hans Lörner (* 6. März 1893 in München; † 22. Dezember 1983 in München), war ein deutscher SS-Oberführer. Lörner wurde in den Nürnberger Prozessen angeklagt und als Kriegsverbrecher verurteilt.

## Biografie
Lörner, Sohn eines Schlossermeisters, besuchte in München die Volks- und Realschule bis 1910. Er absolvierte danach eine Ausbildung im handwerklich-technischen Bereich und besuchte zusätzlich die Abendschule. Von 1914 bis 1918 nahm er als Soldat, zuletzt Leutnant, am Ersten Weltkrieg teil.
Nach Kriegsende bildete er sich zum Schlossermeister weiter. Spätestens 1922 gründete Lörner eine Eisenkonstruktionsfirma, in der sein Bruder Georg Lörner kaufmännischer Leiter wurde. Der Betrieb ging im Februar 1930 in Konkurs. Bald danach baute er einen neuen Betrieb auf.
Zum 1. Februar 1932 trat Lörner der NSDAP (Mitgliedsnummer 873.855) und zum 1. April 1933 der SS bei (SS-Nummer 83.683). Bei der SS erreichte Lörner 1944 den Rang eines Oberführers. Nach der Machtübernahme der NSDAP übernahm Lörner als Verwaltungsoffizier verschiedene Aufgaben innerhalb der regionalen SS-Verwaltung. Im Oktober 1939 wurde Lörner in die Waffen-SS übernommen und wurde Verwaltungsleiter bei der Generalinspektion der SS-Totenkopfstandarten. Lörner war ab 1940 im Hauptamt Haushalt und Bauten sowie bei der Verwaltung der Waffen-SS beschäftigt. Lörner war ab Februar 1942 Leiter des Amts A I (Haushaltsamt) der Amtsgruppe A (Truppenverwaltung) im SS-Wirtschafts-Verwaltungshauptamt (WVHA). Im April 1944, als der Leiter des Amts A II Gustav Eggert zum Kriegsdienst eingezogen wurde, übernahm er in Personalunion auch dessen Amt. Im September 1944 wurde Lörner Stellvertreter des Leiters der Amtsgruppe A im WVHA Heinz Fanslau.

## Nach Kriegsende

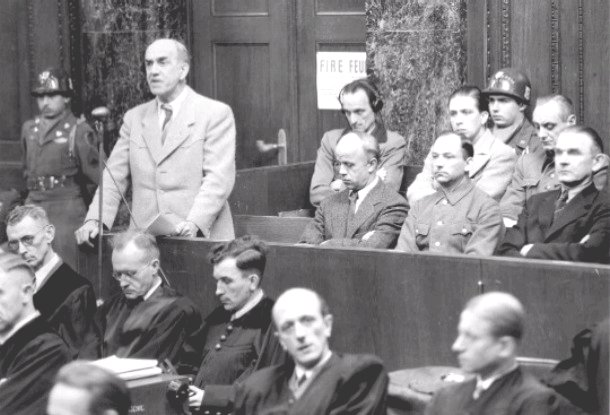
Schlussworte der Angeklagten am 22. September 1947, am Mikrofon Oswald Pohl. Hans Lörner in der vorderen Reihe rechts.

Nach seiner Festnahme wurde Lörner im Prozess Wirtschafts- und Verwaltungshauptamt der SS mit 17 weiteren Beschuldigten ab dem 13. Januar 1947 vor dem United States Military Tribunal II angeklagt. Lörner wurde insbesondere seine administrative Tätigkeit in der Verwaltung des WVHA, durch die der Betrieb der Konzentrationslager mit ermöglicht wurde, vorgeworfen. Sein Verteidiger war Gerhard Rauschenbach. In den Anklagepunkten Kriegsverbrechen, Verbrechen gegen die Menschlichkeit und Mitgliedschaft in verbrecherischen Organisationen wurde Lörner für schuldig befunden. Lörner wurde am 3. November 1947 zu einer zehnjährigen Haftstrafe verurteilt. Nach teilweiser Haftverbüßung wurde er am 1. Februar 1951 vorzeitig aus dem Kriegsverbrechergefängnis Landsberg entlassen. Er starb am 22. Dezember 1983 in München.